# Nesticella connectens
Nesticella connectens är en spindelart som beskrevs av Jörg Wunderlich 1995. Nesticella connectens ingår i släktet Nesticella och familjen grottspindlar. Inga underarter finns listade i Catalogue of Life.